# Чёрный Пар
Чёрный Пар — упразднённая деревня в Нюксенском районе Вологодской области России.

## География
Урочище находится в северо-восточной части области, в подзоне средней тайги, на правом берегу реки Верхняя Норушка, на расстоянии примерно 12 километров (по прямой) к северо-западу от Нюксеницы, административного центра района.

### Климат
Климат характеризуется как умеренно континентальный, с продолжительной холодной многоснежной зимой и относительно коротким умеренно тёплым влажным летом. Среднегодовая температура воздуха — +1,8 °C. Средняя температура воздуха самого холодного месяца (января) — −13,1 °C, средняя температура самого тёплого (июля) — +17 °С. Безморозный период длится 100—110 дней. Среднегодовое количество атмосферных осадков составляет 450—500 мм, из которых около 330—350 мм выпадает в вегетационный период. Снежный покров держится в течение 160—165 дней. В течение года господствуют ветры юго-западного направления.

## История
В 1938 году входила в состав Нижнеуфтюгского сельсовета. В деревне имелось 8 хозяйств и проживало 42 человека. Действовало отделение колхоза «Новый путь». В 1947 году в Чёрном Пару числилось 26 жителей. Упразднена не позднее 1973 года.